# 12057 Alfredsturm
12057 Alfredsturm (1998 DK1) là một tiểu hành tinh vành đai chính được phát hiện ngày 18 tháng 2 năm 1998 bởi ở Starkenburg Observatory, Heppenheim.